# Chefe de Justiça do Canadá
A Suprema Corte do Canadá consiste no Chefe de Justiça do Canadá (em inglês: Chief Justice of Canada) e oito Puisne Justice, todos nomeados pelo Governador-in-Council (Governador Geral do Canadá sobre os conselhos de seu gabinete). Todos os nove são escolhidos a partir de qualquer juízes ou advogados. O Chefe de Justiça é empossado como membro do Queen's Privy Council for Canada antes de tomar o juramento de posse como Chefe de Justiça.